# Pražský mír (1635)
Pražský mír ze 30. května 1635, uzavřený mezi císařem Ferdinandem II. a katolickou ligou na jedné straně a Kurfiřtstvím saským na straně druhé, ukončil konflikt mezi říšskými stavy a císařem v rámci třicetileté války, neboť tuto mírovou dohodu až na Bernarda Sasko-Výmarského a lankrabata z Hessen-Kasselu postupně ratifikovali všichni zeměpáni.
Všeobecný mír však v Německu nemohl být nastolen, protože Francie a Švédsko dál pokračovaly v tažení proti císaři. Válka dále trvala až do roku 1648, kdy byl uzavřen vestfálský mír. Přitom bylo přejato mnoho ustanovení přijatých v Pražském míru.

## Předchozí události
V roce 1634 se Jan Jiří I. Saský nechal vyloučit z neoblíbeného svazku se Švédy. Na císařově straně byl odstraněn u říšských stavů nenáviděný generál Valdštejn coby překážka míru. V Pirně a Litoměřicích několik měsíců delegace císaře a saského kurfiřta projednávaly podmínky smlouvy. Cílem obou zúčastněných stran bylo konečně znovunastolit mír mezi císařem a říšskými stavy. Císaři šlo také o to, aby měl obě ruce volné proti vnějším nepřátelům jeho říše, Francouzům a Švédům. Přitom také doufal ve vojenskou podporu Saska a dalších protestantských říšských stavů.

## Důsledky
Nejdůležitější územní změnou vyplývající z Pražského míru bylo předání markrabství Horní Lužice a Dolní Lužice do správy saského kurfiřta Jana Jiřího I. skrze tzv. tradiční reces (vypořádání). Obě země, předtím náležící k zemím Koruny české, byly císařem postoupeny Sasku jako vyrovnání válečných dluhů. Právně zůstala markrabství, jež byla dědičně propůjčena rodu Wettinů, až do roku 1815 lénem Koruny české. Roku 1620 pomohl protestantský kurfiřt katolickému císaři Ferdinandu II. při potlačení stavovského povstání v Čechách. Saskému kurfiřtství to navíc vyneslo také čtyři magdeburské úřady.
Stavům bylo zakázáno uzavírat dohody mezi sebou stejně jako se zahraničními mocnostmi. To mělo platit pro Heilbronský spolek stejně jako pro katolickou ligu. Rovněž byla přijata jasná pravidla k Říšské válečné ústavě. Císař měl mít jedno jednotné vojsko, jež by se skládalo z oddílů všech říšských stavů. Říšská knížata sice směla držet velení nad vlastním kontingentem, nicméně pouze jako císařští generálové. Důvodem pro sestavení císařského vojska bylo vyhnání cizích vojsk z vlastního území.
Pražský mír připravil v mnoha usneseních týkajících se říšského práva půdu pro Vestfálský mír. Ukončení ozbrojených střetů na území císařství to však nepřineslo. Ferdinand II. se domníval, že by se mu mohlo s pomocí spojených říšských stavů podařit vyhnat Švédy a Francouze z říše, aniž by jim musel dělat politické nebo územní ústupky. To se však později ukázalo jako fatální omyl, protože válečné pustošení Německa trvalo ještě dalších více než deset let.